# Monster Rancher
Monster Rancher (japanisch モンスターファーム Monsutā Fāmu, englisch Monster Farm) ist eine Reihe japanischer Videospiele der Firma Tecmo. Sie wurde als 73-teilige Animeserie adaptiert.

## Spiele
Im Spiel nimmt der Spieler die Rolle eines Monsterhalters ein, der diese aufzieht und in Turnieren gegeneinander kämpfen lässt. Der Halter muss sich um das Monster kümmern, es trainieren und gesund halten. Monster können treu oder weniger treu sein, je nach der Art, wie sie aufgezogen wurden. Davon hängt auch ihre Kampfstärke ab. Das Spiel gehört damit zum Genre der Raising Sims.
Hauptreihe:
- Monster Farm (Japan: 24. Juli 1997, USA: 30. November 1997 als Monster Rancher) für PlayStation[1]
- Monster Farm 2 (Japan: 25. Februar 1999, USA: 4. September 1999 als Monster Rancher 2, EU: 20. Oktober 2000 als Monster Rancher) für PlayStation[2]
- Monster Farm [sic!] (Japan: 22. März 2001, USA: 24. September 2001 als Monster Rancher 3) für PlayStation 2[3]
- Monster Farm 4 (Japan: 14. August 2003, USA: 13. November 2003 als Monster Rancher 4) für PlayStation 2[4]
- Monster Farm 5: Circus Caravan (モンスターファーム5 サーカスキャラバン; Japan: 8. Dezember 2005, USA: 13. April 2006 als Monster Rancher EVO) für PlayStation 2[5]

Ableger:
- Monster Farm Battle Card GB (Japan: 24. Dezember 1999, USA: 23. Dezember 1999 als Monster Rancher Battle Card GB) für Game Boy Color[6]
- Monster Farm Battle Card (Japan: 23. März 2000, USA: 31. Juli 2000 als Monster Rancher Battle Card: Episode II) für PlayStation[7]
- Monster Rancher Hop-A-Bout (USA: 10. Dezember 2000, Japan: 22. März 2001 als Monster Farm Jump (モンスターファームジャンプ)) für PlayStation[8]
- Monster Farm Advance (モンスターファームアドバンス; Japan: 7. Dezember 2001, USA: 28. Dezember 2001 als Monster Rancher Advance)[9]
- Monster Farm Advance 2 (Japan: 25. Oktober 2002, USA: 18. November 2002 als Monster Rancher Advance 2)[10]
- Kaite Shabette Hajimeyō! Monster Farm DS (かいて しゃべって はじめよう!モンスターファームDS; Japan: 12. Juli 2007) für Nintendo DS[11]
- Monster Farm DS 2: Yomigaeru! Master Breeder Densetsu (モンスターファームDS2 甦る!マスターブリーダー伝説!; Japan: 7. August 2008, USA: 3. August 2010 als Monster Rancher DS)[12]
- Monster Farm Online (モンスターファームオンライン; Japan: 21. Dezember 2007 bis 3. November 2008 (Serverabschaltung)) für Windows
- Monster Farm Lagoon (モンスターファームラグーン; Japan: 7. Januar 2010 bis 31. August 2010 (Serverabschaltung)) für Windows

Daneben erschien noch eine Variante von Tecmos Spiel Solomon’s Key (Solomon no Kagi) mit Monster-Rancher-Figuren für den Game Boy Color am 25. September 2000 und in den USA Oktober 2000 unter dem Titel Monster Rancher Explorer.

## Fernsehserie
Die 73-teilige Animeserie Monster Rancher handelt vom elfjährigen Grundschüler Genki Sakura, der über die Monster-Rancher-Videospiele von der realen Welt in die Videospielwelt kommt und dort, zusammen mit seinen Freunden, gegen das böse Monster Moo kämpft, das die Welt zerstören will. Er lernt dort sehr viele neue Dinge, muss sich Kämpfen aussetzen und beweisen, was wahre Freundschaft bedeutet. Er zeigt Mut und Charakterstärke.

### Inhalt

#### Welt
Die Welt der Monster Rancher war einst eine hoch entwickelte Zivilisation, deren Wissenschaft auf dem Gebiet der Gentechnik besonders weit war. Daher konnte sie Tiere neu entwerfen und deren Erbinformationen in Steinplatten, den Geheimnissteinen, speichern. Mit Hilfe solcher Geheimnissteine kann man diese Tiere in speziellen Schreinen neu erschaffen.
In dieser Welt brach nun ein Krieg aus, bei dem die Tiere zu biologischen Waffen weiterentwickelt wurden. Die Zivilisationen löschten sich gegenseitig aus und die Technologie ging verloren. Jahrhunderte später wurden die Technologien neu entdeckt, ebenso die Geheimnissteine und Schreine. Damit werden die Monster erneut erschaffen und es entsteht ein beliebter Sport, das Monsterzüchten. Die Monsterzüchter ziehen die Monster groß und diese messen sich in Turnieren und Wettkämpfen.

#### Wichtige Gegenstände
Der Mirakelstein
Den Mirakelstein bekam Holly von ihrem Vater schon vor der Handlung geschenkt. Holly trägt ihn immer um den Hals. Für kurze Zeit kann ihn Moo ihr stehlen, jedoch bekommt Holly ihr Eigentum wieder. Der Mirakelstein ist schon sehr alt und wurde bereits von den Uralten verwendet. Er leuchtet rot und zeigt dann Örtlichkeiten an, bei denen sich Geheimnissteine, der Phönix oder Moos wahrer Körper befinden. Er leuchtete aber auch auf, als die Gruppe auf Tiger, Haki und Suezō traf. In Episode 38 heilte der Mirakelstein durch seine Kraft die verwundeten Golem, Mochi, Tiger, Haki und Suezō. In der 40. Episode (Das Geheimnis des Mirakelsteins) erfuhren die Freunde, dass „Mirakel“ der Name eines Landes ist, in dem die Uralten gelebt hatten. Moo hatte dieses Land erschaffen. „Mirakel“ war auch das Land, in dem durch Genmanipulation Monster erschaffen wurden, die dann auch in Geheimnissteinen aufbewahrt wurden. In der 47. Episode schmolz der Mirakelstein. In der 50. Folge gewann ein weißer Suezō namens Proritoka, zusammen mit dem Mochi Moost, beim „Monster-Cup-Turnier“ eine Glastrophäe, in der ein Mirakelstein eingeschlossen war. In Episode 72 schenkte Moost Holly den Mirakelstein.
Der Geheimnisstein
Alle verstorbenen Monster verwandeln sich in Geheimnissteine. Bösartige Monster ebenfalls, jedoch wächst ihr Geheimnisstein an einer Pflanze. In solchen Fällen wird auch von verlorenen Monstern gesprochen. Tiger und Suezō wurden aus den Geheimnissteinen wieder zum Leben erweckt. Auch der Phönix wurde in einem Geheimnisstein gefangen. Um verlorene Monster aus ihren Geheimnissteinen befreien zu können, müssen sie in einen Schrein gebracht werden. Dort werden sie auf eine Glasplatte inmitten des Raumes gelegt. Nach dem Spruch „Erscheine!“ taucht das verlorene Monster wieder auf.
Hollys Dolch
Holly bekam von Moo in Folge 14 (Hollys Rettung) einen Dolch in der fliegenden Festung geschenkt, während er sie entführt hatte. Mit diesem Dolch sollte sie Moo töten, was sie aber nicht umsetzte. Der Dolch war mit Juwelen bestückt. In Folge 32 tauchte ein Schwindler namens Niton auf. Er log die Freunde an, und stahl den Dolch. Nach einem Angriff der bösen Truppen gab Niton den Dolch der Eigentümerin zurück, allerdings ohne die Juwelen. In Folge 38 wollte Holly den Krieger der letzten Stunde mit diesem Dolch töten, jedoch kann er sich regenerieren. In der 40. Episode erfuhr Holly, dass der Dolch aus dem uralten Land „Mirakel“ stammt.
Das Zeichen der Bösen
Das Zeichen der Bösen, auch Das Abzeichen der Bösen oder Das Wappen der Bösen, ist ein Symbol der bösartigen Monster. Jedes Monster, das von Moo verwandelt wurde, trug dieses Gebilde. Insgesamt verloren elf Monster ihr Abzeichen im Laufe der Serie. Zum einen Granity in der 47. Episode, da eine Träne auf das Zeichen der Bösen floss und sie somit vom Bösen befreit wurde, und zum anderen Wild in Folge 55, da Haki das Wappen zerbrach. Das Abzeichen der Bösen ist genau das gleiche, wie das der Uralten. Außerdem zerbrach einer der drei Tombstone-Brüder das Wappen von Pinkyam in Folge 61 sowie die Wappen der vier Wandler. Nach dem Kampf gegen den bösen Geist verloren auch Durahan, Gobi, Mew und Poison das Zeichen der bösen Truppen.

#### Charaktere

##### Hauptcharaktere
Genki Sakura (佐倉 ゲンキ, Sakura Genki)
Genki Sakura ist elf Jahre alt und lebte in der Welt der Menschen. Als er eines Tages eine CD in seine Playstation legte, wurde er in die „Monster-Rancher-Welt“ gezogen. Zuerst konnte er es sich nicht erklären, doch später fand er großen Gefallen daran. Genki ist hilfsbereit und abenteuerlustig. Er liebte die Herausforderung und kämpfte nur zu gerne gegen die bösen Truppen von Moo. Er war zielstrebig und hatte auch für Pixie freundliche Worte über. Er wurde nach der Verschmelzung von Moo und dem Phönix in die Menschenwelt zurückgesogen. In Folge 49 kam er wieder in die Monster-Rancher-Welt zurück.
Holly (ホリィ, Horī)
Holly ist 14 Jahre alt und die einzige weibliche Hauptfigur. Als sie ein Baby war, verlor sie ihre Mutter. Kurze Zeit später verlor sie auch ihren Vater und hatte ihn seit dem nie wieder gesehen. Nachdem sie sich mit Genki angefreundet hatte, begab sie sich auf die Suche nach ihm. Jedoch musste sie später erfahren, dass der Geist von Moo sich im Körper ihres Vaters eingenistet hatte. Sie setzte nun alles daran, ihren Vater zu befreien und Moo für immer verschwinden zu lassen. Holly war die Streitschlichterin und meistens gegen das Kämpfen. Im Laufe der Geschichte wurde sie 15 Jahre alt. Zum Schluss konnte sie ihren Vater erfolgreich aus dem Geheimnisstein befreien. Jedoch hatte er sein Gedächtnis verloren und konnte sich nicht an seine Tochter erinnern.
Suezo (スエゾー, Suezō)
Suezo ist ein kleiner gelber Tollpatsch und fiel ständig in alle möglichen Fettnäpfchen hinein. Obwohl er nicht viele Attacken beherrschte, konnte Suezo im Laufe des Geschehens Teleportation ausüben, was für alle Freunde nützlich erschien. Er war immer dafür verantwortlich, wenn sie den Weg wissen möchten, den sie gehen sollen. Golem warf Suezo in die Luft und sagte, dass er ihn auch wieder auffangen würde. Dies passierte jedoch sehr selten. Er war ein Teil des Geistes von Phönix und vereinigte sich mit den anderen Vier, um den Phönix wieder auferstehen zu lassen. In der letzten Episode vereinigten sich alle fünf Monster wieder zum Phönix, um General Durahan zu besiegen.
Mochi (モッチー, Motchī)
Mochi ist ein kleines Gürteltier-Baby und erst vor kurzem aus einem Geheimnisstein wieder belebt wurden. Er baute sehr schnell zu Genki eine große Freundschaft auf, die niemals zerbrach. Beide hielten immer fest zusammen und bildeten ein perfektes Team. Er war ein Teil des Geistes von Phönix und vereinigte sich mit den anderen Vier, um den Phönix wieder auferstehen zu lassen. In Folge 49 fand Holly den ersten Geheimnisstein. Sie belebte Mochi wieder und beide machten sich auf die Suche nach den verbliebenen. Jedoch hatte Mochi all seine Attacken verlernt und musste diese erst wieder erlernen. Nach vielen Übungen konnte Mochi seine Attacken wieder benutzen. In der letzten Episode vereinigten sich alle fünf Monster wieder zum Phönix, um General Durahan zu besiegen.
Golem (ゴーレム, Gōremu)
Golem liebte Sand, Steine und Blumen über alles und konnte mit Wasser, Kälte und Eis nicht viel anfangen. Er war der Beschützer in der Gruppe und kümmerte sich die meiste Zeit um Holly. Im Laufe der Zeit freundete sich Golem mit Kampfkoloss, dem besten Freund von Pixie, an. Golem überwand seine Angst vor dem Wasser aber dennoch. Trotzdem benahm er sich oft Tollpatschig und geriet dadurch in Schwierigkeiten. Er war Tier- und pflanzenfreundlich. Er war ein Teil des Geistes von Phönix und vereinigte sich mit den anderen Vier, um den Phönix wieder auferstehen zu lassen. In der letzten Episode vereinigten sich alle fünf Monster wieder zum Phönix, um General Durahan zu besiegen.
Tiger (ライガー, Raigā)
Tiger (im Japanischen Liger) lebte früher glücklich mit seinem angeblichen jüngeren Bruder Wolfszahn zusammen im Freien. Eines Tages entführte Moo Tigers angeblichen Bruder und verwandelte ihn in ein bösartiges Monster. Seit dieser Zeit hat Tiger seinen angeblichen Bruder niemals wieder gesehen. Nachdem er sich mit dem Verlust abgefunden hat, wurde er Boss der „Tigergang“, die Lebensmittel klaute, Läden ausraubte und die Menschen überfiel. Als die Gruppe an einem Tag zu ihrem Platz gehen wollten, hatten die Truppen von Moo alles verwüstet und alle Freunde von Tiger getötet. Nur Tiger überlebte und wurde freundlich von Genki und Holly aufgenommen. Beide verstanden sich immer besser, was auch daran lag, dass sie ständig aufeinander eingehen. Tiger sagte zu Haki in fast jeder Folge „Ich fress’ dich!“ Er war ein Teil des Geistes von Phönix und vereinigte sich mit den anderen Vier, um den Phönix wieder auferstehen zu lassen. Holly spürte, dass in Folge 51 in einem Geheimnisstein bei den Monster-Cups Tiger stecken muss. Nachdem er befreit wurde, hat auch Tiger alle seine Angriffe verlernt. Er tat sich mit dem Erlernen seiner vergessenen Attacken zunächst sehr schwer, konnte jedoch nach und nach seine Attacken wieder einsetzen. Tiger sah seinen angeblichen Bruder Wolfszahn in Folge 66 wieder. In der letzten Episode vereinigten sich alle fünf Monster wieder zum Phönix, um General Durahan zu besiegen.
Haki (ハム, Hamu)
Haki ist ein geldgieriger, schlauer Hase, der alles daran setzte, um an Gold zu gelangen. Nach einem Wettkampf mit Tiger, den Haki für sich entscheiden konnte, versuchte er, seine späteren Freunde um das Gold zu betrügen. Jedoch entschied sich Haki dafür, sich doch noch den Freunden anzuschließen. Haki hatte immer gute Ideen und kannte Antworten auf die unmöglichsten Fragen. Auf Tigers Satz „Ich fress’ dich!“ antwortete Haki immer mit „Dann versuch’s doch!“ Er war ein Teil des Geistes von Phönix und vereinigte sich mit den anderen Vier, um den Phönix wieder auferstehen zu lassen. Nachdem er seine Freunde wiedergefunden hatte, verging eine Zeit. Dann traf er Fairy und Wild, seine zwei besten Freunde aus der Kindheit, wieder. In der letzten Episode vereinigten sich alle fünf Monster wieder zum Phönix, um General Durahan zu besiegen.

##### Weitere wichtige Charaktere
Allan
Allan ist ein Junge im Teenageralter. Er behandelte sein Monster, einen Riesenwurm, nicht wie einen Freund, sondern wie einen Sklaven. Erst, als sein Wurm starb, weil er von den Flora-Schwestern reingelegt wurde, begriff er, was wahre Freundschaft bedeutet. Von Holly und Genki bekam Allan nach dem Tod seines ersten Wurmes ein Babywürmchen, um das er sich kümmern sollte. In der 59. Folge kehrte Allan zurück. Die Gruppe erfuhr, dass sein Wurm nun sehr groß geworden war. Außerdem erweckte er seinen verstorbenen Wurm, der sich nach der Verschmelzung von Moo und dem Phönix in einen Geheimnisstein verwandelt hatte, wieder zum Leben.
Wolfszahn
Als die Freunde gegen Gali, dem zweiten der fiesen vier, gekämpft hatten, stellte sich heraus, dass Wolfszahn der dritte der Fiesen Vier ist. Bei einem Kampf der beiden angeblichen Brüder zerbrach Tiger mit Absicht das Abzeichen des Bösen. Tiger ahnte nicht, dass ihm das zum Tod verhangen werde. Doch Wolfszahn starb vor den Augen von Tiger. Er würde gern die Zeit zurückdrehen, doch dafür ist es nun zu spät. In der 66. Episode traf Tiger Wolfszahn wieder. Er wurde von Nina aus seinem Geheimnisstein befreit. Tiger erklärte Wolfszahn, dass sie in Wahrheit keine Brüder sind, sondern nur an der gleichen Stelle ausgesetzt wurden. Wie sich später herausstellte, war es nur eine Notlüge von Tiger, um Wolfszahn zum Kämpfen zu motivieren.
Pixie
Pixie hatte die Gestalt einer Fledermaus und rote Flügel. Sie gehörte zu Beginn noch zu den Fiesen Vier. Nach mehreren Kämpfen mit ihr hatte es Genki geschafft, sie auf die gute Seite zu ziehen und ihr von Moo abzuraten. Obwohl sie es nicht einsehen wollte, nahm sie die Hilfe ihrer Freunde an. Nach einem Kampf mit Moo musste Pixie sterben. Kampfkoloss beschloss daraufhin, sein Leben zu opfern und sich mit Pixie zu vereinigen, damit sie weiterleben konnte.
Kampfkoloss
Kampfkoloss war der beste Freund von Pixie. Beide hielten immer zusammen. Er beschützte „Pixie“ immer. Als sie im Sterben lag, ließ er sich mit ihr vereinigen, um ihr aus Liebe das Leben zu schenken. Jedoch vermisste Granity, so hieß sie nach der Verschmelzung, Kampfkoloss sehr.
Moo
Moo war früher Hollys Vater. Als Holly noch ein kleines Kind war, wurde ihr Vater aus dem Dorf, in dem sie lebten, verbannt. Den Grund dafür kennt Holly bis heute nicht. Daraufhin suchte Hollys Vater den legendären Phönix und den Mirakelstein, der besondere Kräfte hat. Als er einen „Geheimnisstein“ fand, flog plötzlich der Geist von Moo in seinen Körper hinein. Hollys Vater hatte keine Kontrolle mehr über sich und sein Verhalten und vernichtete alle Dörfer, die Monster und die Menschen.
Moo wurde durch Genmanipulation der Uralten im Land „Mirakel“ entwickelt. Moos Geist trennte sich von seinem Körper und nach langer Zeit konnte er sich mit diesem wieder vereinen. Mit vereinten Kräften gelang es aber Genki und seinen Freunden, zusammen mit dem legendären Phönix, Moo zu besiegen. Jedoch verschmolz Moo mit dem Phönix und die Geister beider verschwanden spurlos. Nach seinem Tod verwandelten sich alle bösen Monster wieder in gute und alle verlorenen Monster wurden in Geheimnissteine eingeschlossen. Den Geheimnisstein von Moo fanden Holly und Mochi in Episode 49. In Folge 72 konnte Hollys Vater erfolgreich aus dem Geheimnisstein befreit werden. Er hat allerdings sein Gedächtnis verloren und weiß nicht, wer er ist. Trotzdem begann er, sich daran zu erinnern.
Der Phönix
Der Phönix, auch Der Aschenvogel, wurde im Land „Mirakel“ der Uralten per Genmanipulation erschaffen. Er sollte Moo besiegen. Außerdem entwickelten die Forscher „Das letzte Tor“. Auch der Körper und der Geist des Phönix wurden früher voneinander getrennt. In der letzten Episode vereinten sich Golem, Haki, Tiger, Mochi und Suezō wieder zum Phönix, um Durahan besiegen zu können. Jedoch haben sich die Freunde zu entschlossen gehabt, auch ihre Feinde zu retten. So starben Durahan, Poison, Mew und Gobi nicht und verloren ihre Abzeichen.
General Durahan
General Durahan ist genau wie Moo einer der Bösen und kommt vom östlichen Kontinent, da Moo nach ihm gefragt hatte. Er kontrolliert den westlichen Kontinent. Beide wollten zunächst die Gruppe besiegen, jedoch spielte Durahan ein falsches Spiel, sodass er versucht hatte, Moo zu erledigen, um selbst Herrscher der Welt zu werden. Seine Partnerin hieß Lilim. Durahan hat den Kampf überlebt und sein Körper bestand nun nur noch aus seinem Kopf (vgl. Dullahan), der an einer Maschine befestigt war. Um wieder einen normalen Körper zu besitzen, brauchte Durahan den Mirakelstein. An seiner Seite war nach Lilims Tod die Fledermausdame Poison. Außerdem standen ihm nun Gobi und Mew als Untertane zum Dienst. Bei der Erweckung des Geheimnissteines, in dem der böse Geist von Moo gefangen war, wurden Durahan, Poison, Gobi und Mew von den Freunden angegriffen. Sie verschmolzen mit General Durahan zu einem neuen Leben. Im Inneren des bösen Geistes konnten alle vier dennoch gerettet werden. Nach dem Sieg hatte er seinen wahren Körper wieder.
Lilim
Lilim hatte sich jedoch auf die Seite von Moo gewagt und „Durahan“ hintergangen. Nach einem Kampf zwischen den Floras, Durahan, Moo, der Gruppe und ihr schien Durahan besiegt zu sein. Doch er konnte sich retten und erstach Lilim mit seinem Schwert.
Granity
Nachdem sich Kampfkoloss mit Pixie vereinigt hatte, erwachte Granity. Sie wollte zunächst nicht wahr haben, dass Kampfkoloss sich mit ihr vereinigt hatte, um ihr das Leben zu retten. Granity begann zu weinen und eine ihrer fließenden Träne traf dabei das Abzeichen des Bösen. Daraufhin verschwand es und sie kämpfte mit ihren Freunden gegen Moo und für das Gute. Granity hatte, genau wie zuvor als Pixie, die Gestalt einer Fledermaus. Als Granity waren ihre Flügel aber blau und nicht rot.

### Veröffentlichung
Die Serie besteht aus zwei Staffeln und entstand unter der Regie von Hiroyuki Yano im Studio TMS Entertainment (was bei der ersten Staffel noch unter dem Namen Kyokuichi Tōkyō Movie firmierte). Die erste Staffel Monster Farm – Enbanseki no Himitsu (モンスターファーム 〜円盤石の秘密〜) wurde vom 17. April 1999 bis 25. März 2000 auf TBS ausgestrahlt und die zweite Monster Farm – Densetsu e no Michi (モンスターファーム 〜伝説への道〜) vom 1. April bis 30. September 2000.
Von Januar bis November 2001 strahlte RTL II alle Episoden im Nachmittagsprogramm Pokito gegen 15 Uhr aus. Auf Fox Kids wurden alle Episoden von Januar 2001 bis Juni 2003 gesendet. Bis 2004 wurde Monster Rancher auf RTL II, Fox Kids und Premiere Start wiederholt. 2005 lief die Serie letztmals im deutschen Fernsehen im Vorabendprogramm bei Tele 5.
Diese DVDs erschienen gleichzeitig am 12. März 2001.
- Monster Rancher 1: (Jetzt geht’s los; Freunde für immer!) [Folgen 1 + 2]
- Monster Rancher 2: (Captain Horns Heiratspläne; Angriff der Zillas) [Folgen 15 + 16]
- Monster Rancher 3: (Der Letzte der fiesen Vier; Der Tag der Ungeheuer) [Folgen 35 + 36]

Für eine genaue Übersicht über alle Folgen mit Erstausstrahlungsdaten von „Monster Rancher“ siehe
Die Serie wurde auch in Nord- und Lateinamerika ausgestrahlt und unter anderem auf Französisch, Italienisch, Arabisch und Tagalog übersetzt.
Am 24. Dezember 2020 gab KSM Anime bekannt, Monster Rancher 2021 auf DVD zu veröffentlichen und die Lizenz erworben zu haben. Im August 2021 wurde bekannt, dass die Serie als Komplettbox mit allen 73 Episoden am 2. Dezember veröffentlicht wird. Ende November 2021 wurde bekannt, dass die Veröffentlichung aus produktionstechnischen Gründen auf den 24. Februar 2022 verschoben wird. Zudem erscheint Monster Rancher auch auf Blu-ray. Die Gesamtbox beinhaltet unter anderem ein Booklet, eine Münze im Geheimnisstein-Optik und einen Plüschanhänger von Mocchi. Die deutschen und japanischen Openings und Endings sind ebenfalls als Extras enthalten und die Serie ist im Original mit deutschen Untertiteln als auch auf Deutsch wählbar. Die Komplettbox ist schlussendlich am 4. März 2022 im Anime Planet Shop mit einem exklusiven Acryl-Aufsteller erschienen und kommt ohne diesen am 31. März 2022 auf DVD und Blu-ray in den regulären Handel.

### Musik (Japan)
Der Soundtrack zur Serie stammt von Seiji Suzuki und BMF.
Für die Fernsehserie wurden fünf verschiedene Vorspanntitel produziert.
- Kaze ga Soyogu Basho (風がそよぐ場所) von Miho Komatsu (Folgen 1–28)[17]
- Picnic von Rumania Montevideo (Folgen 29–37)[17]
- Close to Your Heart von Rina Aiuchi (Folgen 38–48)[17]
- NAME von Takashi Utsunomiya (Folge 49)
- FLUSH von Takashi Utsunomiya (Folgen 50–73)

Ebenso verwendete man fünf Titel für den Abspann der Serie.
- Flame of Love von Sweet Velvet (Folgen 1–21)[17]
- Digital Musical Power (デジタルミュージックパワー) von Rumania Montevideo (Folgen 22–36)[17]
- Wonderin’ Hands von 4D-JAM (Folgen 37–48)[17]
- Tada Sugiyuku Tame ni (ただ過ぎ行くために) von Takashi Utsunomiya (Folge 49)
- Be Truth von Takashi Utsunomiya (Folgen 50–73)

### Musikalbum (Deutschland)
Titelliste
1. Frei wie der Wind (1:39)
2. Nimm meine Hand (1:24)
3. Weit, weit, weg (3:41)
4. Der Golem (4:03)
5. Ich möchte bei Dir sein (3:30)
6. Die Stadt der Robos (3:10)
7. Sag mir, wer du bist (3:40)
8. Du bist alles was ich will (3:37)
9. Es ist vorbei (3:20)
10. Ich will alles (3:32)
11. Dunkelheit (3:36)
12. 1000 Träume (3:46)
13. Die Stadt der Robos (Robomix) (3:19)
14. Der Golem (X-tended) (4:45)

Das Album beinhaltet zu den 14 Liedern zur Serie zusätzlich drei Sticker als Gimmick.

### Synchronisation
Sortiert nach der Reihenfolge des Einstiegs.
Hauptcharaktere
| # | Rolle        | Folge(n)    | Japanischer Sprecher (Seiyū) | Deutscher Sprecher   |
| - | ------------ | ----------- | ---------------------------- | -------------------- |
| 1 | Genki Sakura | 1–73        | Chisa Yokoyama               | Ditte Schupp         |
| 2 | Holly        | 1–73        | Mariko Kōda                  | Sabine Bohlmann      |
| 3 | Suezō        | 1–48, 50–73 | Wataru Takagi                | Tonio von der Meden  |
| 4 | Mochi        | 1–73        | Yuri Shiratori               | Nicola Grupe-Arnoldi |
| 5 | Golem        | 3–48, 50–73 | Naoya Uchida                 | Kai Taschner         |
| 6 | Tiger        | 5–48 51–73  | Kazuki Yao                   | Frank Muth           |
| 7 | Haki         | 6–48 52–73  | Nozomu Sasaki                | Bernd Simon          |

Nebencharaktere
| # | Rolle | Folge(n)                                               | Japanischer Sprecher (Seiyū) | Deutscher Sprecher |
| - | --- | ------------------------------------------------------ | ---------------------------- | ------------------ |
| 1 | #1 Hollys Vater (vor der Handlung; war in den Folgen 1, 8, 13, 32, 37, 47 und 50 in Hollys Gedanken zu sehen) (Lebend: Folgen 72–73) #2 Moo (Folgen 1–35) #3 Monstermoo (Folge 35–48) | 1–2 5, 7 11–17 19, 21, 27 30–32 34–38 42, 44–49 68, 73 | Jūrōta Kosugi                | Thomas Albus       |
| 2 | Die Wandler | 3, 8 20, 32                                            |                              | Gerhard Acktun     |
| 3 | Die 3 Flora-Schwestern | 4                                                      |                              | Martina Duncker    |
| 4 | Allans Riesenwurm | 4, 48, 59                                              |                              |                    |
| 5 | General Durahan | 37–45 50–73                                            | Ken’yū Horiuchi              | Oliver Grimm       |
| 6 | Lilim (Erwähnung in Folge 52) | 38–45, 65                                              | Haruko Takahagi              | Shandra Schadt     |
| 7 | Der Krieger der letzten Stunde | 38                                                     |                              | Dirk Meyer         |

Die fiesen Vier
| # | Rolle           | Folge(n)                        | Japanischer Sprecher (Seiyū)        | Deutscher Sprecher          |
| - | --------------- | ------------------------------- | ----------------------------------- | --------------------------- |
| 1 | Pixie           | 7, 10–11 13–14 20, 28–37 47, 68 | Kotono Mitsuishi                    | Claudia Lössl               |
| 2 | Gali #1 Gali #2 | 7, 15, 17 20–21, 63             | Kaneto Shiozawa Tsutomu Kashiwakura | Michael Habeck Peter Musäus |
| 3 | Wolfszahn       | 5, 7, 27 22–27 48, 66           | Daiki Nakamura                      | Thomas Piper                |
| 4 | Naga            | 7–8 28–29 33–35, 63             | Kazuya Kobayashi                    | Manfred Erdmann             |